# وسام نجمة الشرف (فلسطين)
وسام نجمة الشرف الفلسطينية هو أحد أعلى وأرفع الأوسمة الفلسطينية.

## التاريخ
جرى تأسيس وسام نجمة الشرف الفلسطينية كأحد أرفع الأوسمة الفلسطينية العليا التي يمنحها الرئيس الفلسطيني.

## أبرز الحائزين على الوسام
- حيدر عبد الشافي (2007).[2]
- فريد الجلاد (2014).[3]
- الوليد بن طلال (2014).[4]
- صائب عريقات (2021).[5]

- الطيب عبد الرحيم (2007).[6]
- خالد الفاهوم (2013).[7]
- حنا ناصر (2018).[8]
- تيسير خالد (2022).[9]
- أحمد قريع (2022).[10]
- عبد الرحيم ملوح (2022).
- عيسى أبو شرار (2023).